# Саламатовы
 Саламатовы  — деревня в Орловском районе Кировской области. Входит в состав Орловского сельского поселения.

## География
Расположена на расстоянии примерно 20 км по прямой на север-северо-восток от райцентра города Орлова.

## История
Известна с 1710 года как починок Голомудовской с 1 двором, в 1764 в деревне Голомудовской 34 жителя, в 1802 (Голомидовская) 10 дворов. В 1873 году здесь (Голомидовская или Саламатовы) дворов 14 и жителей 82, в 1905 22 и 177, в 1926 (Саламатовы или Голомидовская) 24 и 101, в 1950 18 и 57, в 1989 18 жителей. С 2006 по 2011 год входила в состав Кузнецовского сельского поселения. Ныне имеет дачный характер.

## Население
Постоянное население составляло 2 человека (русские 100%) в 2002 году, 0 в 2010.